# Baigneaux (Loir-et-Cher)
Baigneaux foi uma comuna francesa na região administrativa do Centro, no departamento Loir-et-Cher. Estendia-se por uma área de 6,17 km². Em 2010 a comuna tinha 51 habitantes (densidade: 8,3 hab./km²).
Em 1 de janeiro de 2017, passou a formar parte da comuna de Oucques La Nouvelle.